# کوتون
کوتون (به هلندی: Kotten) یک منطقهٔ مسکونی در هلند است که در وینترس‌ویک واقع شده‌است. کوتون ۱۳ کیلومتر مربع مساحت و ۸۲۰ نفر جمعیت دارد.